# Culture des céréales à la préhistoire
Cet article présente l'histoire de la culture des céréales à la préhistoire.

## Préhistoire

### Origine des blés dans le Croissant fertile
Les ancêtres des blés sont l'égilope et l'engrain sauvage (triticum boeoticum), grandes graminées diploïdes à 14 chromosomes. L'engrain ou blé primitif est la première céréale domestiquée, particulièrement rustique, peu productive. Les blés plus généralement cultivés aujourd'hui sont des plantes tétraploïdes (blé dur et blé khorasan) ou hexaploïdes à 42 chromosomes (blé tendre et grand épeautre), caractéristique génétique qui indique un long travail de sélection.
La culture du blé marque le début du Néolithique, vers - 8500. La « révolution néolithique » s'est produite dans ce qu'on appelle le « Noyau levantin », région qui va de la vallée du Jourdain  au cours supérieur de l'Euphrate et au Zagros, formant un large arc de cercle ou « Croissant fertile » (actuels Israël, Liban, Syrie, Sud de la Turquie, Ouest de L'Iran où subsistent à ce jour des blés sauvages).
Le blé a d'abord été récolté à l'état sauvage puis cultivé. L'invention de la poterie (8 000 à 7000 ans av. J.-C) a permis de cuire les grains, sous forme de bouillies et de galettes pas ou peu levées. Les céréales deviennent plus faciles à digérer. Gélifié par la température et moins dense, l'amidon des grains devient facilement attaquable par les enzymes salivaires et intestinales. Cette action libère des glucides, absorbables par le tube digestif.

### Sorgho en Afrique
On a trouvé dans une grotte de la province de Niassa (nord-ouest du Mozambique) des traces de céréales (sorgo sauvage), sur des grattoirs de pierre datant de l'âge de la pierre (-100 000 ans). Il pourrait s'agir des premières traces connues de transformation de grains en farine ou gruau mais pas de céréaliculture dont les débuts datent d'environ  - 2500 au Sud du Sahara voire  - 2000.
Cette farine dont les grains écrasés étaient sans doute consommés avec des fruits ou des tubercules ou peut-être déjà en bouillie fermentée. Cette découverte est discutée car la preuve la plus ancienne d'utilisation de céréales (blé et orge) était datée de seulement 23 000 ans en Palestine.

### Maïs cultivé il y a7 000 ansprès de Mexico
Jusqu'en 1960, on ignorait les origines historiques et géographiques du maïs. Les fouilles archéologiques ont révélé qu’après une phase de cueillette de maïs sauvage, il fut cultivé voici 7 000 ans dans le bassin de Tehuacán, au sud-est de Mexico. Le maïs a constitué le fondement de l’alimentation et de l’économie des grandes civilisations précolombiennes : Incas, Aztèques et Mayas. Doté d’une valeur symbolique, il appartenait à leur mythologie, était présent dans leurs pratiques religieuses et leur art.

### Millets et riz en Chine
Les millets sont la première céréale cultivée en Chine, dans le nord et en Corée. La culture du riz a débuté il y a près de 10 000 ans lors de la révolution néolithique, d'abord en Chine. Il a été proposé que le riz ait été à l'origine une adventice présente dans les champs de taro ; cela ne fait pas consensus. La collecte de riz sauvage (dont la balle se détache spontanément) y est attestée dès 13000 av. J.-C. Le riz cultivé (riz sélectionné pour son rendement et sa balle qui se conserve et n'est emportée par le vent que lors du vannage des grains) apparaît vers 8000 av. J.-C. après avoir subi des hybridations avec l'espèce sauvage pérenne Oryza rufipogon (qui existe depuis moins de 680 000 ans) et l'espèce sauvage annuelle Oryza nivara, ces différents riz coexistent pendant des milliers d'années, ce qui favorise les échanges génétiques. Ce n'est qu'il y a environ 5 000 ans en Chine que le riz domestique est devenu, la seule forme de riz cultivée. Il est signalé dans la province chinoise du Hunan, puis au nord de l’Inde sur les rives du Gange. Le premier écrit sur la riziculture est une ordonnance impériale chinoise qui date de 2800 avant J.C. Sa culture se répand vers le sud de l’Inde et au travers de la Chine, puis en Corée, au Japon, en Indonésie et en Thaïlande.